# مهدی علامه
مهدی علامه (عربی: مهدي فوزي محمود علامة؛ زادهٔ ۲۵ نوامبر ۱۹۹۱) بازیکن فوتبال اهل اردن است.
از باشگاه‌هایی که در آن بازی کرده‌است می‌توان به باشگاه فوتبال الجزیره (امان) اشاره کرد.
وی همچنین در تیم‌های ملی فوتبال زیر ۲۳ سال اردن و اردن بازی کرده‌است.